# Vilém II. Sicilský
Vilém II. zvaný Dobrý (1155 – 18. listopadu 1189 Palermo) byl králem Sicílie v letech 1166 až 1189.

## Život

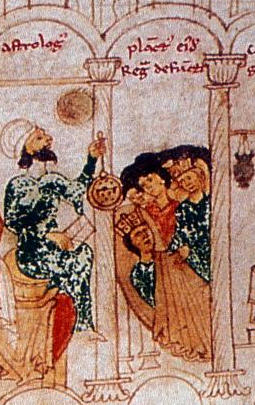
Vilémova smrt (z Liber ad honorem Augusti)

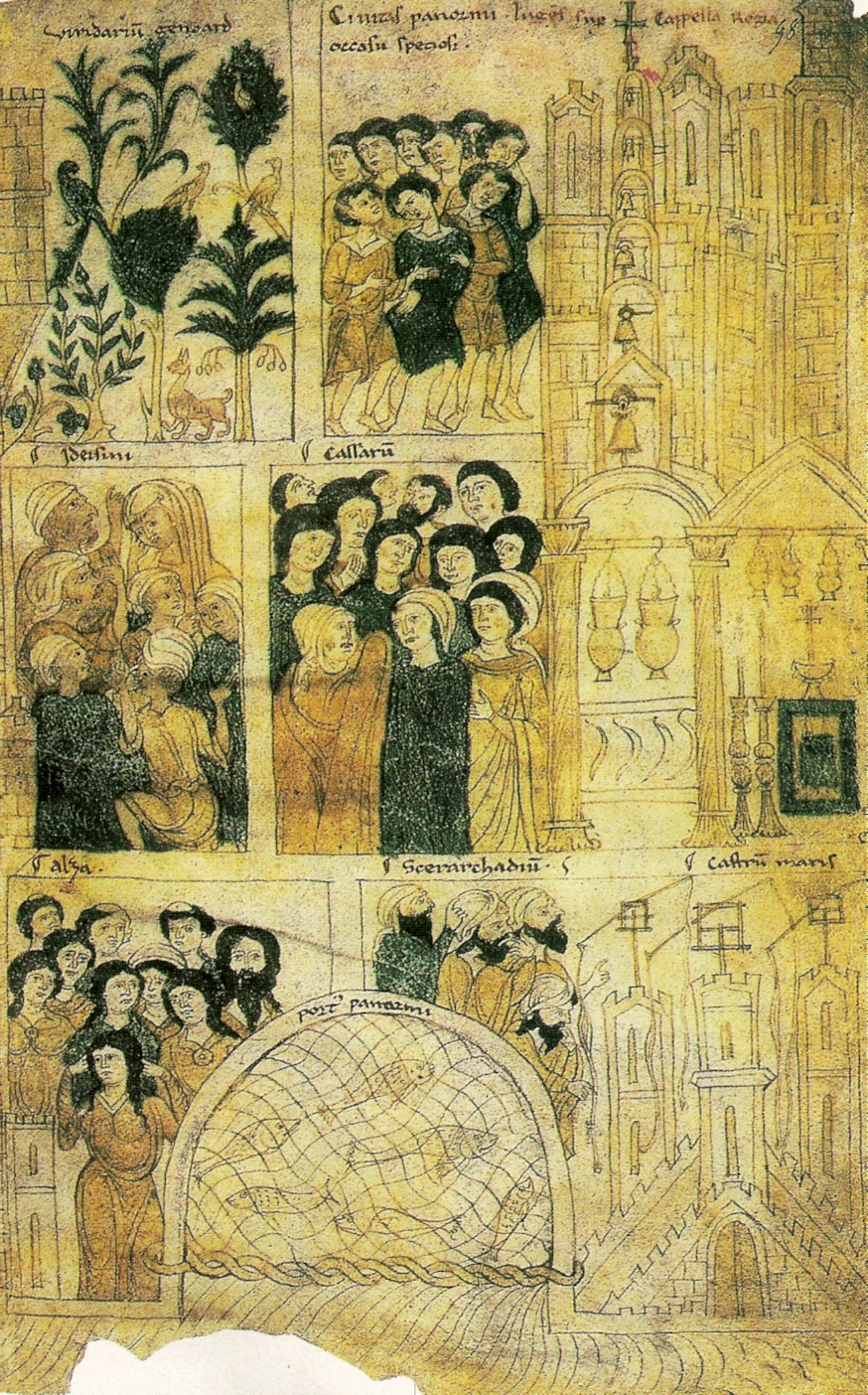
Palermo ve smutku po smrti Viléma II. (z Liber ad honorem Augusti)

Vilémovi bylo pouze 11 let, když zemřel jeho otec Vilém I. Sicilský. Jeho jménem vládla jako regentka královna vdova Markéta Navarrská. Až do roku 1171, kdy byl Vilém prohlášen dospělým, byla vláda řízena kancléřem Štěpánem z Perche, bratrancem královny, Waltrem Ophamillem, arcibiskupem palermským a Matoušem z Ajella, vicekancléřem.
Vilémův charakter byl značně nevyhraněný. Ve vojenském řemesle se nevyznal, držel se v ústraní, miloval rozkoše a málokdy se vynořil z palermského paláce. Nicméně jeho vláda se vyznačovala ambiciózní zahraniční politikou a aktivní diplomacií. Byl papežovým oblíbencem a v tajném společenství s lombardskými městy byl schopen se postavit největšímu společnému nepříteli, kterým byl německý císař Fridrich I. Barbarossa. V letech 1174 až 1175 podepsal dohody s Janovem a Benátkami. Manželství, které uzavřel s Johanou, dcerou krále Jindřicha II. Plantageneta,| posílilo jeho postavení v evropské politice. 13. února 1177 se v Palermu po předchozím osmiletém zasnoubení a nebezpečné princeznině plavbě konala svatba a Johanina korunovace.
V červnu 1177 vyslal Vilém delegaci do Benátek na jednání s císařem. Jednání vyústilo v „Benátský pakt“. Pro zajištění míru souhlasil se sňatkem své tety Konstancie Sicilské, dcery Rogera II. s poněkud mladším Fridrichovým synem Jindřichem, pozdějším císařem Svaté říše římské. Současně složil závaznou přísahu, že pokud on sám zemře bez dědiců, přejde následnictví na Konstancii. Tento krok se ukázal jako fatální pro normanskou vládu nad Sicílií.

## Válečné výpravy
Neschopen získat zpět africké državy ztracené za vlády svého otce, soustředil Vilém svoji pozornost na Egypt, odkud Saladin ohrožoval Jeruzalémské království. V červnu 1174 se vylodila armáda o síle 50 000 mužů u Alexandrie. Příjezd Saladina však donutil Sicilany k rychlému ústupu.
Větší naděje na úspěch se vynořila v Byzanci. Za zmatků, které následovaly po smrti císaře Manuela I. roku 1180, Vilém využil již vypracovaných plánů a vytáhl proti Konstantinopoli. Drač padla 11. červen 1185. Poté osmdesátitisícová armáda (z toho pět tisíc rytířů) postupovala na Soluň, flotila 200 lodí plula k témuž cíli po moři a cestou obsadila Jónské ostrovy, Korfu, Kefalonii, Ithaku a Zakynthos. Soluň byla tak napadena ze země i z moře současně, byla dobyta a vypleněna. Padlo na sedm tisíc Řeků.
Sicilská vojska pak postupovala dále na Konstantinopol. Proti nim vytáhl císař Izák II. Angelos a v bitvě na březích řeky Strymon je 7. září 1185 porazil. Soluň zůstala opuštěna. V roce 1189 uzavřel Vilém s Izákem mír, při čemž přišel o všechna dobytá území.
Poté hodlal přesvědčit všechny křižácké armády Západu, aby při postupu na východ procházely jeho územím a hodlal hrát vedoucí roli ve Třetí křížové výpravě. Vynikajícímu admitálu Margaritovi se s šedesáti loděmi dařilo udržet západní Středomoří otevřené a dokonce donutil Saladina, aby se na jaře roku 1188 stáhl z přístavu Tripolis v Libanonu.

## Smrt
V listopadu 1189 Vilém II. v Palermu zemřel a nezanechal potomků. Roku 1181 se sice manželům narodil syn Bohemond, ale záhy zemřel. Vilémovo přízvisko „Dobrý“ se spíše než k jeho charakteru vztahuje na ukončení vnitřních sporů v království za jeho vlády.

## Odraz v umění
Dante Alighieri mu vzdal poctu ve své Božské komedii, když jej umístil do Ráje. O králi Vilémovi se zmiňuje i Giovanni Boccaccio v Dekameronu (Den pátý, příběh sedmý).